# Flobots
Flobots é um grupo de rap alternativo de Denver, Colorado, formado no interior em torno de 2000. Até à data, têm lançado cinco álbuns (contando o de 2001, independentemente lançado com o nome de “Onomatopoeia”). Flobots encontraram grande sucesso com os seu principal single de estréia que se encontra no álbum “Fight With Tools” (2007), "Handlebars", que se tornou um hit popular na rádio Modern Rock em abril de 2008